# Corneliu Baba
Corneliu Baba (Craiova, 18 november 1906 - 28 december 1997) was een Roemeense schilder, vooral een portrettist, maar ook bekend als genreschilder en boekillustrator. 

## Vroege leven
Baba kreeg eerst les van zijn vader, vervolgens van de academische schilder Gheorghe Baba en daarna korte tijd aan de Faculteit voor Schone Kunsten in Boekarest, maar behaalde geen diploma. Dankzij zijn eerste openbare tentoonstelling in 1934 in het kuuroord Băile Herculane ging hij later dat jaar in de leer bij Nicolae Tonitza in Iași, waar hij uiteindelijk een diploma in schone kunsten van de faculteit in Iași ontving in 1938. In 1939 werd hij assistent van de leerstoel schilderen en in 1946 hoogleraar in de schilderkunst.
Kort na zijn officiële debuut in 1948 met een schilderij genaamd The Chess Player op de Art Salon in Boekarest, werd hij gearresteerd en kort opgesloten in de Galata-gevangenis in Iaşi. Het jaar daarop werd hij zonder opgaaf van redenen geschorst en verhuisde hij naar Boekarest. 
Ondanks een aanvankelijk ongemakkelijke relatie met de communistische autoriteiten die hem als formalist bestempelden, vestigde Baba zich al snel als illustrator en kunstenaar. In 1955 mocht hij naar de Sovjet-Unie reizen en won hij een gouden medaille op een internationale tentoonstelling in Warschau, Polen. In 1956 vergezelde Baba The Chess Player en werden twee andere schilderijen getoond op de Biënnale van Venetië, waarna de schilderijen verder reisden naar tentoonstellingen in Moskou, Leningrad en Praag.

## Roem
In 1958 werd Baba benoemd tot hoogleraar schilderen aan het Nicolae Grigorescu Instituut voor Schone Kunsten in Boekarest, waar Niculiță Secrieriu en Ștefan Câlția tot zijn leerlingen behoorden. In datzelfde jaar ontving hij de titel van Emeritus Master of Art. Tegen die tijd lijken zijn eerdere problemen met de communistische autoriteiten gladgestreken te zijn. In het volgende decennium zouden zowel hij als zijn schilderijen de wereld rondreizen en deelnemen aan tentoonstellingen in uiteenlopende plaatsen als Caïro, Helsinki, Wenen en New Delhi, met als hoogtepunt een solotentoonstelling in 1964 in Brussel. In 1962 gaf de Roemeense regering hem de titel van People's Artist; in 1963 werd hij benoemd tot corresponderend lid van de Roemeense Academie en in 1964 werd hij op dezelfde manier geëerd door de Academie voor Schone Kunsten in Oost-Berlijn.
Onderscheidingen en tentoonstellingen bleven komen, variërend van een solotentoonstelling in 1970 in New York tot de ontvangst van een Red Star-onderscheiding in 1971. Hoewel zijn naam een begrip werd in Roemenië en, in mindere mate, in het hele Oostblok, verwierf hij nooit vergelijkbare bekendheid in het Westen. 
In 1988 raakte Baba ernstig gewond door een ongeval in zijn atelier en viel hij enkele maanden uit. In 1990, na de Roemeense Revolutie, werd hij verheven tot titulair lid van de Roemeense Academie. Kort voor zijn dood in 1997 publiceerde Baba zijn memoires, Notes by an Artist of Eastern Europe. Hij ontving postuum de Prijs voor Uitmuntendheid van de Roemeense Culturele Stichting. 
Corneliu Baba werd uitgebeeld in het schilderij People of Influence van Chinese kunstenaars Zhang An, Li Tiezi en Dai Dudu.
In 2019 presenteerde het Han Yuchen Museum in Handan (China) een grote overzichtstentoonstelling van het werk van Corneliou Baba.

## Kunst

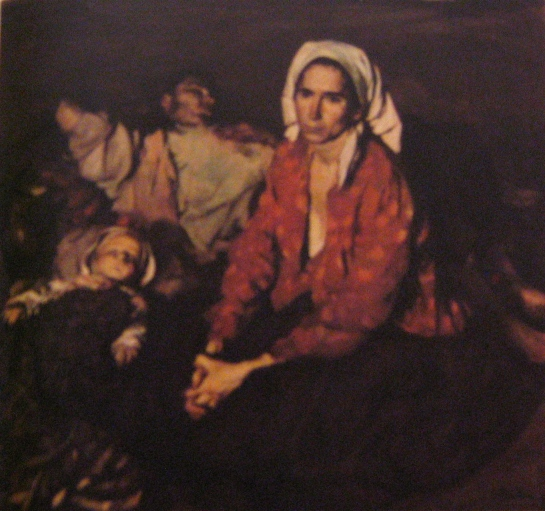
Odihnă pe câmp, (1956)

Baba werkte bewust in de traditie van de oude meesters, hoewel hij vanaf het begin van zijn studie bij zijn vader ook werd beïnvloed door expressionisme, art nouveau, academische kunst en 'overblijfselen' van het impressionisme. Baba zelf noemde El Greco, Rembrandt en Goya als bijzonder sterke invloeden. Dit plaatste hem evenmin goed van pas met het officiële socialistische realisme van het Oostblok (waar hij, vooral in de vroege communistische jaren, periodiek vernietigende kritiek kreeg - en soms bestraffing, zoals een schorsing van lesgeven - vanwege zijn 'formalisme'). 
Bijna al het werk van Corneliu Baba is in Roemenië gebleven, met in bijna elk groot museum delen van zijn werk. Het Kunstmuseum in Timișoara bezit meer dan 80 van Baba's schilderijen. Tot zijn opmerkelijke werken behoren een portret uit 1952 van Mihail Sadoveanu (nu in het Nationaal Kunstmuseum van Boekarest) en een portret uit 1957 van Krikor Zambaccian (nu in het Zambaccian Museum, ook in Boekarest). Een van zijn weinige stukken die buiten Roemenië aan het publiek worden getoond, is een nogal impressionistische groepsscène uit 1977-79 getiteld Fear (een van de vele in een serie "Fears") in het Szépművészeti Múzeum in Boedapest.
Gedurende de jaren zeventig en tachtig maakte Baba een uitgebreide serie schilderijen van harlekijnen en "gekke koningen";  meeste van deze laatste bleven tot aan zijn dood in de persoonlijke collectie van de kunstenaar, net als bij Francisco Goya en zijn "zwarte schilderijen". 
- Bibliothèque nationale de France: cb128976977 (data)
- Gemeinsame Normdatei: 118505432
- International Standard Name Identifier: 0000 0001 0778 6921
- Library of Congress Control Number: n83214385
- Nationale Bibliotheek van Letland: 000069129
- Nationale Bibliotheek van Tsjechië: ola2003174918
- Nationale Bibliotheek van Israël: 987007301047105171
- Nederlandse Thesaurus van Auteursnamen: 070245339
- RKD-Nederlands Instituut voor Kunstgeschiedenis: 3296
- Système universitaire de documentation: 027537749
- Union List of Artist Names: 500019555
- Virtual International Authority File: 24731474
- WorldCat: E39PBJyh74BKbPCRtXdcCQfTHC